# I. e. 23
Évszázadok: i. e. 2. század – i. e. 1. század – 1. század
Évtizedek: i. e. 70-es évek – i. e. 60-as évek – i. e. 50-es évek – i. e. 40-es évek – i. e. 30-as évek – i. e. 20-as évek – i. e. 10-es évek – i. e. 1-es évek – 1-es évek – 10-es évek – 20-as évek
Évek: i. e. 28 – i. e. 27 – i. e. 26 – i. e. 25 –  i. e. 24 – i. e. 23 – i. e. 22 – i. e. 21 – i. e. 20 – i. e. 19 – i. e. 18 

## Események

### Római Birodalom
- Augustus császárt (tizenegyedszer) és Aulus Terentius Varro Murenát választják consulnak. Utóbbi még hivatalba lépése előtt meghal, helyettese Cnaeus Calpurnius Piso.
- Augustus súlyosan megbetegszik, már a halálát várják. Pecsétgyűrűjét legközelebbi hívének, Marcus Vipsanius Agrippának adja, amit úgy értelmeznek, hogy őt jelöli ki utódjának (szemben az addig favorizált, de túl fiatal unokaöccsével, Marcus Claudius Marcellusszal). A császár végül orvosa, Antonius Musa hidegfürdős kezelése következtében felépül.
- Az örökösödési válság után Agrippát keletre küldik és rábízzák Syria kormányzását. Ő azonban csak Leszboszig megy, a provinciát legatusa által irányítja.
- A császár - tartva attól, hogy az örökletes monarchia kialakítása ellenállást váltana ki - nem jelöli ki egyértelműen örökösét, de Marcellus marad a a legvalószínűbb jelölt, ő azonban hamarosan lázas beteg lesz és Antonius Musa kezelése ellenére meghal.
- Augustus lemond a consuli posztról.
- Augustus pénzreformot hajt végre. A sestertiust és a dupondiust ezentúl nem ezüstből, hanem orikalkumból készítik, az ast pedig bronz helyett rézből.
- Amanisakheto meroéi királynő 30 ezer harcossal betör Felső-Egyiptomba és Syenénél megsemmisítenek három római cohorst. Caius Petronius praefectus legyőzi a núbiaiakat, majd elfoglalja és lerombolja fővárosukat, Napatát.
- Heródes felépítteti a Herodium megerődített palotát.
- Horatius kiadja az Ódák első három kötetét.

## Születések
- Tung Hszian, Aj kínai császár főminisztere
- Heródes Arkhelaosz, Nagy Heródes fia

## Halálozások
- Marcus Claudius Marcellus, római politikus, Augustus unokaöccse és veje.

## Fordítás
- Ez a szócikk részben vagy egészben  a(z)   23 av. J.-C. című francia Wikipédia-szócikk ezen változatának fordításán alapul.  Az eredeti cikk szerkesztőit annak laptörténete sorolja fel. Ez a jelzés csupán a megfogalmazás eredetét és a szerzői jogokat jelzi, nem szolgál a cikkben szereplő információk forrásmegjelöléseként.